# Tabernaemontana sessilifolia
Tabernaemontana sessilifolia är en oleanderväxtart som beskrevs av John Gilbert Baker. Tabernaemontana sessilifolia ingår i släktet Tabernaemontana och familjen oleanderväxter. Inga underarter finns listade i Catalogue of Life.